# Flying with Music
 (août 2024).
Si vous disposez d'ouvrages ou d'articles de référence ou si vous connaissez des sites web de qualité traitant du thème abordé ici, merci de compléter l'article en donnant les références utiles à sa vérifiabilité et en les liant à la section « Notes et références ».
Pour plus de détails, voir Fiche technique et Distribution.
Flying with Music est un film américain en noir et blanc réalisé par George Archainbaud, sorti en 1942.

## Fiche technique
- Titre : Flying with Music
- Titre français : Amour toujours…[1]
- Réalisation : George Archainbaud
- Scénario : Louis S. Kaye et M. Coates Webster
- Musique : Edward Ward
- Direction artistique : Charles D. Hall
- Photographie : Robert Pittack
- Montage : Richard C. Currier
- Producteur : Hal Roach
- Société de production : Hal Roach Studios
- Société de distribution : United Artists
- Pays de production :  États-Unis
- Langue originale : anglais américain
- Format : noir et blanc — 35 mm — 1,37:1 — son : mono
- Genre : musical
- Durée : 46 minutes
- Dates de sortie : 
  - États-Unis : 22 mai 1942
  - France : 6 mai 1949[1]

## Distribution
- Marjorie Woodworth : Ann Andrews
- George Givot : Harry Bernard
- William Marshall : Don Terry
- Edward Gargan : Joe
- Jerry Bergen : Wilbur
- Norma Varden : Miss Mullens
- Claudia Drake : Jill Parker